# Lisovská skála
Lisovská skála je 802 metrů vysoký vrchol v pohoří Žďárské vrchy. Nachází se tři kilometry jihozápadně od osady Křižánky v okrese Žďár nad Sázavou a jeden kilometr jihovýchodně od Devíti skal. Vrchol je tvořen rulovou skálou, která je přírodní památkou. Vrchol je zalesněný, bez rozhledu. Spíš, než o samostatný vrchol se jedná o západní předvrchol 1,2 km vzdálené Křoviny (830 m n. m.).

## Přírodní památka
Předmětem ochrany je rulový mrazový srub s navazujícím kamenným mořem, který je jednou z nejlépe zachovalých ukázek mrazového zvětrávání rul ve vrcholových partiích Žďárských vrchů. Oblast spravuje AOPK ČR, RP Správa CHKO Žďárské vrchy.

## Flóra a fauna
Území PP porůstá hospodářský les s převahou smrku ztepilého a příměsí buku lesního. Bylinný podrost je velmi chudý a tvoří jej převážně borůvka černá. Skály a sutě jsou porostlé pokryvnou vegetací lišejníků a mechorostů, jichž zde bylo zjištěno 18 druhů.
Na území PP žijí běžné různé lesní druhy ptáků, jako je například datel černý (Dryocopus martius), sýkora parukářka (Lophophanes cristatus) a ořešník kropenatý (Nucifraga caryocatactes).

## Galerie

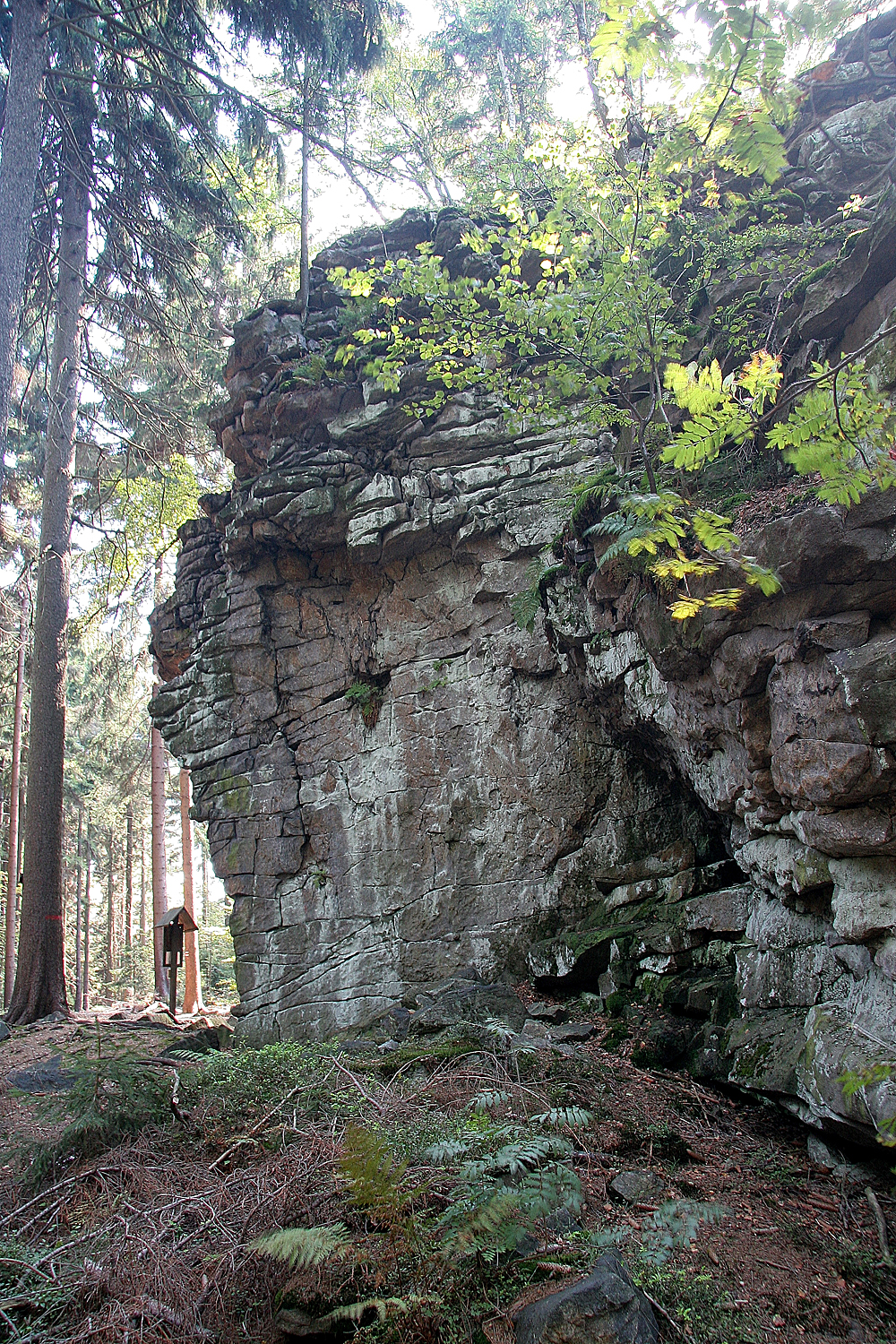
Lisovská skála
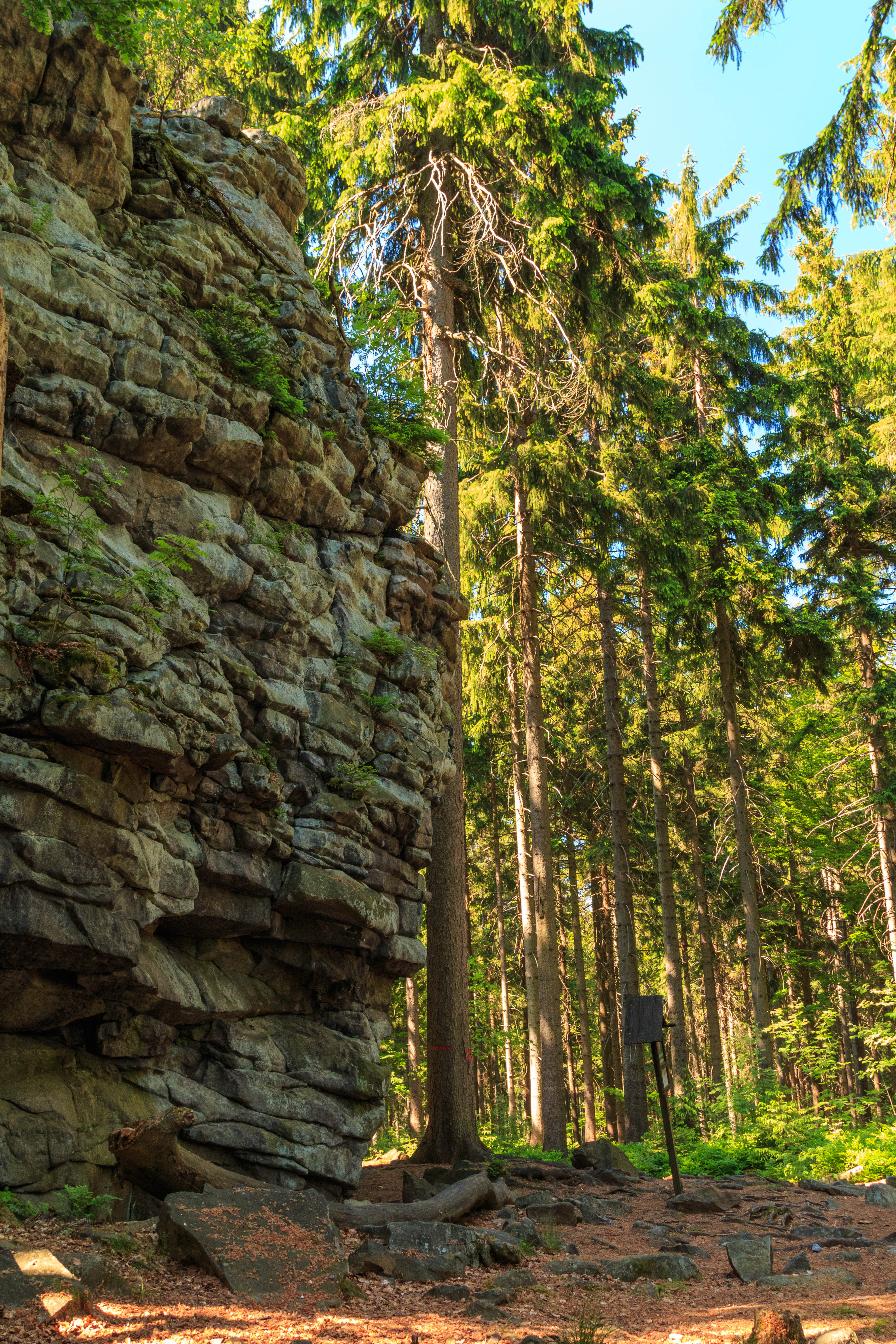
Lisovská skála
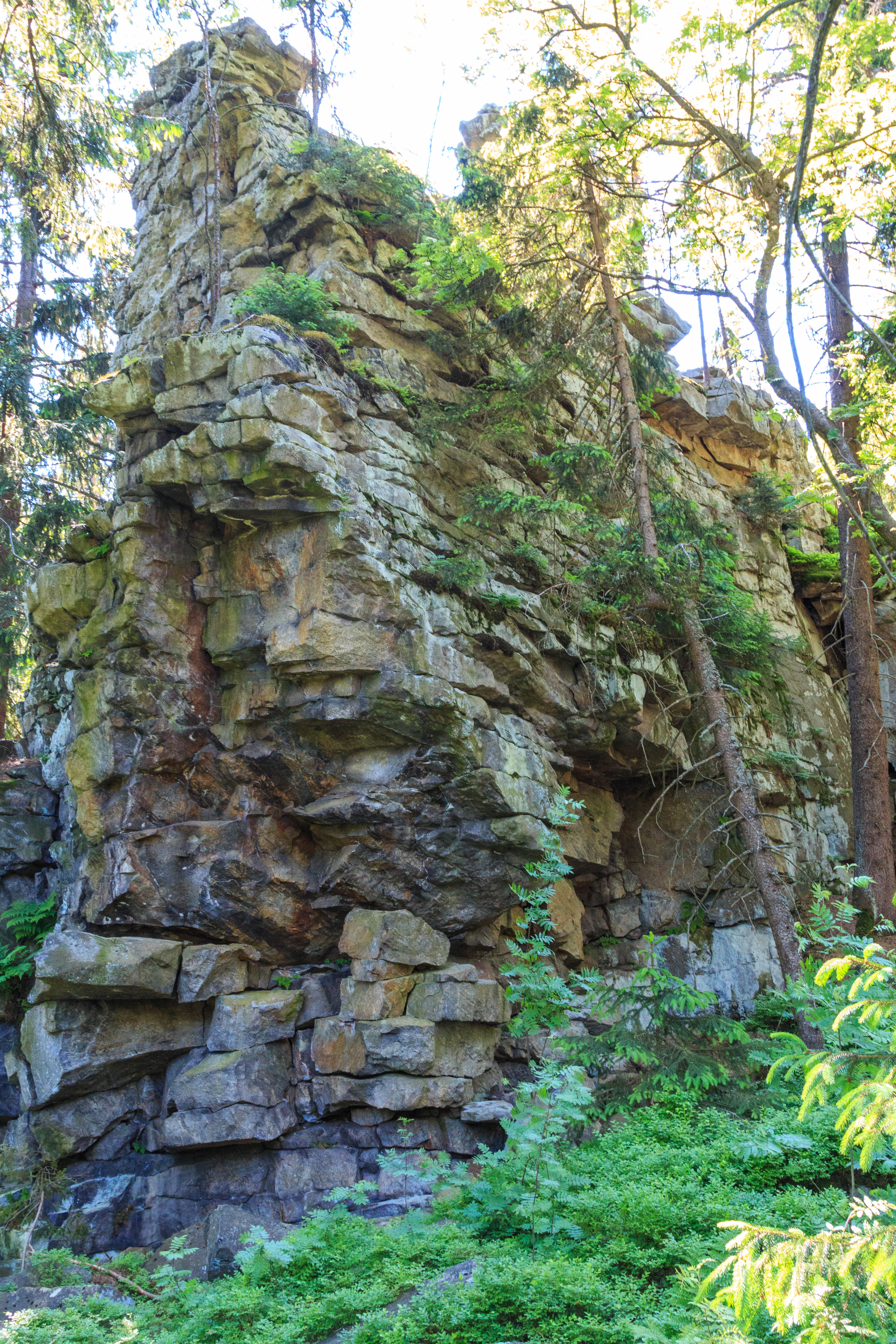
Lisovská skála
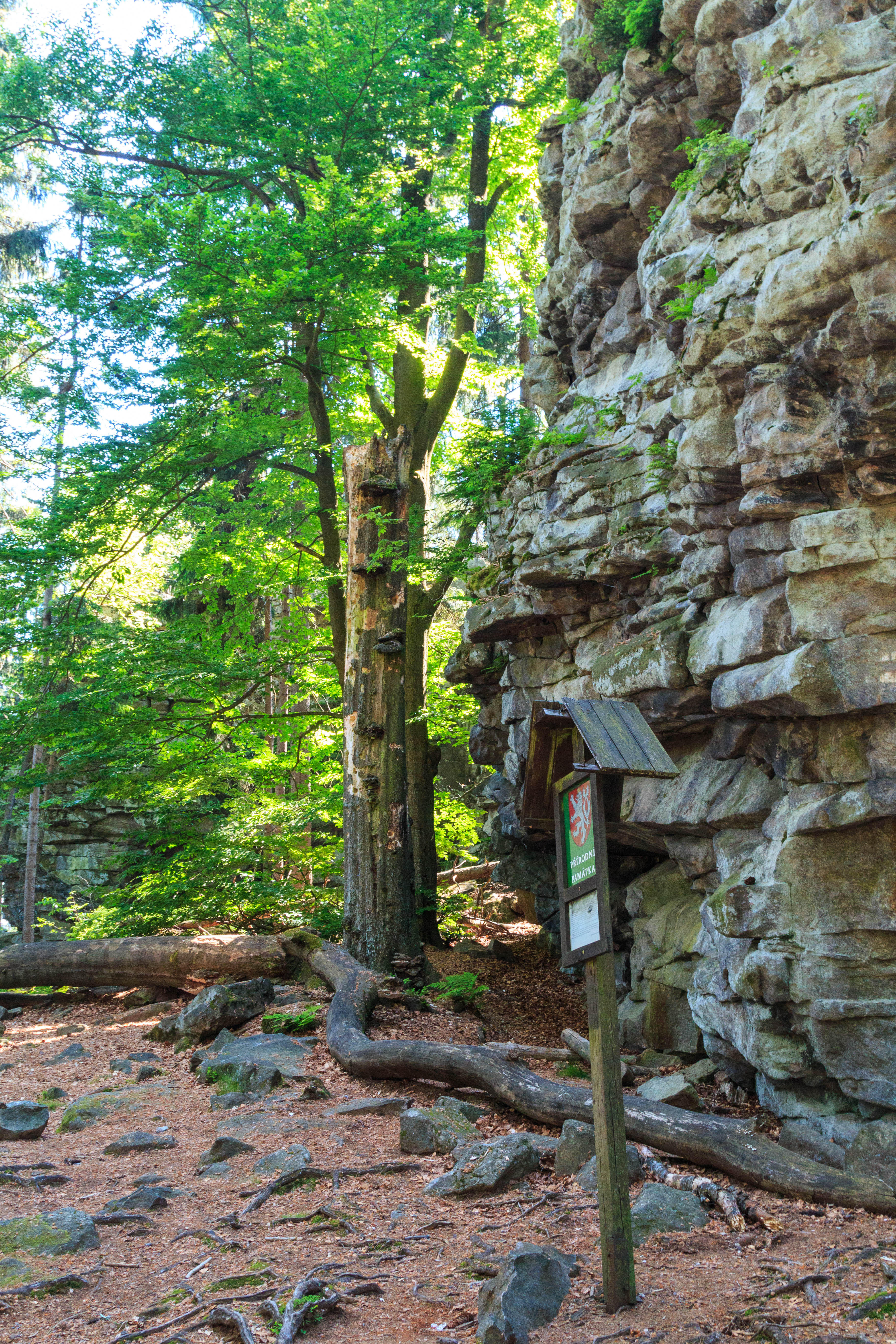
Lisovská skála

## Přístup
Lisovská skála je dostupná po červené turistické značce cestou z Velkého Dářka přes Žákovu horu do Sněžného. Horolezecká činnost a údržba stávajících lezeckých cest je na Lisovské skále povolena v období od 1. července do 31. prosince daného roku. Důvodem je, že tato skála, podobně jako další skalní útvary v okolí, může sloužit jako hnízdiště chráněných druhů ptáků, mezi něž patří krkavec velký, jestřáb lesní, výr velký, ořešník kropenatý, sýc rousný, kulíšek nejmenší a další druhy.